# Liste des champions du monde de basket-ball
Cet article présente les sélections ayant remporté le championnat du monde masculin de 1950 à 2023 et le championnat du monde féminin de 1953 à 2022.

## Hommes
| Année | Pays organisateur           | Vainqueur   | Joueurs | Joueurs        | Joueurs | Joueurs         | Joueurs | Joueurs       | Joueurs | Joueurs      | Joueurs | Joueurs       | Joueurs | Joueurs         | Sélectionneur |
| ----- | --------------------------- | ----------- | ------- | -------------- | ------- | --------------- | ------- | ------------- | ------- | ------------ | ------- | ------------- | ------- | --------------- | ------------- |
| 1950  | Argentine                   | Argentine   | 4       | Bustos         | 5       | Contarbio       | 6       | del Vecchio   | 7       | Furlong      | 8       | González      | 9       | Liva            | Canavesi      |
| 1950  | Argentine                   | Argentine   | 10      | López          | 11      | Menini          | 12      | Monza         | 13      | Pérez Varela | 14      | Uder          | 15      | Viau            | Canavesi      |
| 1954  | Brésil                      | États-Unis  | 4       | Born           | 5       | Gott (it)       | 6       | Hamilton (en) | 7       | Johnson (it) | 8       | Kelley        | 9       | Minter          | Womble        |
| 1954  | Brésil                      | États-Unis  | 10      | Penwell        | 11      | Retherford (it) | 12      | Sheets (it)   | 13      | Solomon (it) | 14      | Stratton (it) | 15      |                 | Womble        |
| 1959  | Chili                       | Brésil      | 4       | Algodão        | 5       | Amaury          | 6       | Wlamir        | 7       | Boccardo     | 8       | Zezinho (it)  | 9       | Fernando Brobró | Kanela        |
| 1959  | Chili                       | Brésil      | 10      | Rosa Branca    | 11      | Jatyr           | 12      | Edson Bispo   | 13      | Nóbrega      | 14      | Pecente       | 15      | Blatskauskas    | Kanela        |
| 1963  | Brésil                      | Brésil      | 4       | Amaury         | 5       | Wlamir          | 6       | Bira          | 7       | Mosquito     | 8       | Paulista      | 9       | Rosa Branca     | Kanela        |
| 1963  | Brésil                      | Brésil      | 10      | Jatyr          | 11      | Menon           | 12      | Sucar         | 13      | Mirshauswka  | 14      | Blatskauskas  | 15      | Fritz           | Kanela        |
| 1967  | Uruguay                     | URSS        | 4       | Checuro        | 5       | Paulauskas      | 6       | Sakandelidze  | 7       | Travin       | 8       | Selikhov      | 9       | Polivoda        | Gomelski      |
| 1967  | Uruguay                     | URSS        | 10      | Belov          | 11      | Tomson          | 12      | Nesterov (it) | 13      | Volnov       | 14      | Lipso         | 15      | Andreev         | Gomelski      |
| 1970  | Yougoslavie                 | Yougoslavie | 4       | Tvrdić         | 5       | Simonović       | 6       | Jelovac       | 7       | Rajković     | 8       | Žorga         | 9       | Kapičić         | Žeravica      |
| 1970  | Yougoslavie                 | Yougoslavie | 10      | Daneu          | 11      | Ćosić           | 12      | Šolman        | 13      | Plećaš       | 14      | Čermak        | 15      | Skansi          | Žeravica      |
| 1974  | Porto Rico                  | URSS        | 4       | Pavlov         | 5       | Paulauskas      | 6       | Miloserdov    | 7       | Salnikov     | 8       | Boloshev      | 9       | Edeshko         | Kondrachine   |
| 1974  | Porto Rico                  | URSS        | 10      | S. Belov       | 11      | Tomson          | 12      | Bolchakov     | 13      | Khartchenkov | 14      | A. Belov      | 15      | Jigily          | Kondrachine   |
| 1978  | Philippines                 | Yougoslavie | 4       | Vilfan         | 5       | Kićanović       | 6       | Žižić         | 7       | Knego        | 8       | Jerkov        | 9       | Skroče          | Nikolić       |
| 1978  | Philippines                 | Yougoslavie | 10      | Slavnić        | 11      | Ćosić           | 12      | Radovanović   | 13      | Krstulović   | 14      | Dalipagić     | 15      | Delibašić       | Nikolić       |
| 1982  | Colombie                    | URSS        | 4       | Eremin         | 5       | Enden           | 6       | Tarakanov     | 7       | Sabonis      | 8       | Lopatov       | 9       | Derugin         | Gomelski      |
| 1982  | Colombie                    | URSS        | 10      | Valters        | 11      | Tkatchenko      | 12      | Mychkine      | 13      | Jovaiša      | 14      | Belostenny    | 15      | Chomičius       | Gomelski      |
| 1986  | Espagne                     | États-Unis  | 4       | Amaker         | 5       | Bogues          | 6       | Elliott       | 7       | Gilliam      | 8       | Hammonds      | 9       | Kerr            | Olson         |
| 1986  | Espagne                     | États-Unis  | 10      | McKey          | 11      | Robinson        | 12      | Seikaly       | 13      | Shaw         | 14      | C. Smith      | 15      | K. Smith        | Olson         |
| 1990  | Argentine                   | Yougoslavie | 4       | Petrović       | 5       | Perasović       | 6       | Čutura        | 7       | Kukoč        | 8       | Paspalj       | 8       | Zdovc           | Ivković       |
| 1990  | Argentine                   | Yougoslavie | 10      | Obradović      | 11      | Ćurčić          | 12      | Divac         | 13      | Komazec      | 14      | Jovanović     | 15      | Savić           | Ivković       |
| 1994  | Canada                      | États-Unis  | 4       | Dumars         | 5       | Price           | 6       | Coleman       | 7       | Kemp         | 8       | Smith         | 9       | Majerle         | Nelson        |
| 1994  | Canada                      | États-Unis  | 10      | Miller         | 11      | K. Johnson      | 12      | Wilkins       | 13      | O'Neal       | 14      | Mourning      | 15      | L. Johnson      | Nelson        |
| 1998  | Grèce                       | Yougoslavie | 4       | Bodiroga       | 5       | Šćepanović      | 6       | Obradović     | 7       | Lončar       | 8       | Lukovski      | 9       | Berić           | Obradović     |
| 1998  | Grèce                       | Yougoslavie | 10      | Đorđević       | 11      | Rebrača         | 12      | Drobnjak      | 13      | Bulatović    | 14      | Tomašević     | 15      | Topić           | Obradović     |
| 2002  | États-Unis                  | Yougoslavie | 4       | Bodiroga       | 5       | Koturović       | 6       | Čabarkapa     | 7       | Rakočević    | 8       | Stojaković    | 9       | Radmanović      | Pešić         |
| 2002  | États-Unis                  | Yougoslavie | 10      | Jarić          | 11      | Drobnjak        | 12      | Divac         | 13      | Vujanić      | 14      | Tomašević     | 15      | Gurović         | Pešić         |
| 2006  | Japon                       | Espagne     | 4       | P. Gasol       | 5       | Fernández       | 6       | Cabezas       | 7       | Navarro      | 8       | Calderón      | 9       | Reyes           | Hernández     |
| 2006  | Japon                       | Espagne     | 10      | Jiménez        | 11      | Rodríguez       | 12      | Berni         | 13      | M. Gasol     | 14      | Mumbrú        | 15      | Garbajosa       | Hernández     |
| 2010  | Turquie                     | États-Unis  | 4       | Billups        | 5       | Durant          | 6       | Rose          | 7       | Westbrook    | 8       | Gay           | 9       | Iguodala        | Krzyzewski    |
| 2010  | Turquie                     | États-Unis  | 10      | Granger        | 11      | Curry           | 12      | Gordon        | 13      | Love         | 14      | Odom          | 15      | Chandler        | Krzyzewski    |
| 2014  | Espagne                     | États-Unis  | 4       | Curry          | 5       | Thompson        | 6       | Rose          | 7       | Faried       | 8       | Gay           | 9       | DeRozan         | Krzyzewski    |
| 2014  | Espagne                     | États-Unis  | 10      | Irving         | 11      | Plumlee         | 12      | Cousins       | 13      | Harden       | 14      | Davis         | 15      | Drummond        | Krzyzewski    |
| 2019  | Chine                       | Espagne     | 1       | Colom          | 5       | Fernández       | 8       | Ribas         | 9       | Rubio        | 10      | Claver        | 13      | Gasol           | Scariolo      |
| 2019  | Chine                       | Espagne     | 14      | W. Hernangómez | 18      | Oriola          | 22      | Rabaseda      | 23      | Llull        | 33      | Beirán        | 41      | J. Hernangómez  | Scariolo      |
| 2023  | Philippines Japon Indonésie | Allemagne   | 0       | Bonga          | 4       | Lô              | 5       | Giffey        | 7       | Voigtmann    | 9       | F. Wagner     | 10      | Theis           | Herbert       |
| 2023  | Philippines Japon Indonésie | Allemagne   | 13      | M. Wagner      | 17      | Schröder        | 21      | Hollatz       | 32      | Thiemann     | 42      | Obst          | 44      | Krämer          | Herbert       |

### Classement par nation
| Pays       | Équipe                                   | Nombre | Championnats remportés       |
| ---------- | ---------------------------------------- | ------ | ---------------------------- |
| États-Unis | Équipe des États-Unis                    | 5      | 1954, 1986, 1994, 2010, 2014 |
| Serbie     | Équipe de Yougoslavie / Équipe de Serbie | 5      | 1970, 1978, 1990, 1998, 2002 |
| Russie     | Équipe d'URSS / Équipe de Russie         | 3      | 1967, 1974, 1982             |
| Brésil     | Équipe du Brésil                         | 2      | 1959, 1963                   |
| Espagne    | Équipe d'Espagne                         | 2      | 2006, 2019                   |
| Argentine  | Équipe d'Argentine                       | 1      | 1950                         |
| Allemagne  | Équipe d'Allemagne                       | 1      | 2023                         |

### Joueurs les plus titrés
Quinze joueurs ont remporté deux titres de champions du monde, neuf d'entre eux (Amaury Pasos, Wlamir Marques, Rosa Branca, Jatyr, Waldemar Blatskauskas, Dejan Bodiroga, Derrick Rose, Stephen Curry et Rudy Gay) ont gagné deux titres consécutivement.
À noter que, parmi les entraîneurs, Kanela avec le Brésil, Aleksandr Gomelski avec l'URSS et Mike Krzyzewski avec les États-Unis ont remporté deux titres de champions du monde, Kanela et Krzyzewski ayant remporté ces deux titres consécutivement. Željko Obradović est le seul à avoir remporté un titre de champion du monde en tant que joueur, en 1990 et un titre en tant qu'entraîneur, en 1998.
| Joueur                | Titres         |
| --------------------- | -------------- |
| Amaury Pasos          | 2 (1954, 1959) |
| Wlamir Marques        | 2 (1954, 1959) |
| Rosa Branca           | 2 (1954, 1959) |
| Jatyr                 | 2 (1954, 1959) |
| Waldemar Blatskauskas | 2 (1954, 1959) |
| Modestas Paulauskas   | 2 (1967, 1974) |
| Sergei Belov          | 2 (1967, 1974) |
| Priit Tomson          | 2 (1967, 1974) |
| Krešimir Ćosić        | 2 (1970, 1978) |
| Dejan Bodiroga        | 2 (1998, 2002) |
| Derrick Rose          | 2 (2010, 2014) |
| Stephen Curry         | 2 (2010, 2014) |
| Rudy Gay              | 2 (2010, 2014) |
| Rudy Fernández        | 2 (2006, 2019) |
| Marc Gasol            | 2 (2006, 2019) |

### Joueurs ayant remporté le plus grand nombre de médailles
| Joueur               | Or             | Argent               | Bronze         | Total |
| -------------------- | -------------- | -------------------- | -------------- | ----- |
| Wlamir Marques       | 2 (1959, 1963) | 2 (1954, 1970)       | -              | 4     |
| Krešimir Ćosić       | 2 (1970, 1978) | 2 (1967, 1974)       | -              | 4     |
| Sergei Belov         | 2 (1967, 1974) | 1 (1978)             | 1 (1970)       | 4     |
| Amaury Pasos         | 2 (1959, 1963) | 1 (1954)             | 1 (1967)       | 4     |
| Aleksandr Belostenny | 1 (1982)       | 3 (1978, 1986, 1990) | -              | 4     |
| Dražen Dalipagić     | 1 (1978)       | 1 (1974)             | 2 (1982, 1986) | 4     |

## Femmes
| Année | Pays organisateur  | Vainqueur        | Joueuses | Joueuses           | Joueuses | Joueuses         | Joueuses | Joueuses        | Joueuses | Joueuses       | Joueuses | Joueuses        | Joueuses | Joueuses       | Sélectionneur      |
| ----- | ------------------ | ---------------- | -------- | ------------------ | -------- | ---------------- | -------- | --------------- | -------- | -------------- | -------- | --------------- | -------- | -------------- | ------------------ |
| 1953  | Chili              | États-Unis       | 4        | Nash (it)          | 5        | Washington (en)  | 6        | Bowden (it)     | 7        | Thompson (en)  | 8        | Clark (it)      | 9        | Murphy         | Head (en)          |
| 1953  | Chili              | États-Unis       | 10       |                    | 11       | Baldwin (en)     | 12       | Sanders (it)    | 13       |                | 14       | Loyd (it)       | 15       |                | Head (en)          |
| 1957  | Brésil             | États-Unis       | 4        | Barron (it)        | 5        | Crawford         | 6        | Scoggins        | 7        | White          | 8        | Washington (en) | 9        | Keaton         | Head (en)          |
| 1957  | Brésil             | États-Unis       | 10       | Davidson (it)      | 11       | Tate             | 12       | Cox (it)        | 13       |                | 14       | Alexander       | 15       | Rowland        | Head (en)          |
| 1959  | Union soviétique   | Union soviétique | 3        | Maksimelianova     | 4        | Budovska         | 5        | Kostikova       | 6        | Višneva        | 7        | Poznanskaïa     | 8        | Michaïlova     | Butautas           |
| 1959  | Union soviétique   | Union soviétique | 9        | Jaanson            | 10       | Daktaraïte       | 11       | Arciševsaïa     | 12       | Eremina        | 13       | Jaroševskaïa    | 14       | Hehta          | Butautas           |
| 1964  | Pérou              | Union soviétique | 4        | Poznanskaïa        | 5        | Slidenko         | 6        | Antipina        | 7        | Prokopenko     | 8        | Michaïlova      | 9        | Koukanova      | Alexeyeva          |
| 1964  | Pérou              | Union soviétique | 10       | Oriol              | 11       | Budovska         | 12       | Lioutsep        | 13       | Sorokina       | 14       | Leontieva       | 15       | Fominych       | Alexeyeva          |
| 1967  | Tchécoslovaquie    | Union soviétique | 4        | Poznanskaïa        | 5        | Slidenko         | 6        | Pivovarova      | 7        | Prokopenko     | 8        | Michaïlova      | 9        | Bazarevitch    | Alexeyeva          |
| 1967  | Tchécoslovaquie    | Union soviétique | 10       | Kotchergina        | 11       | Budovska         | 12       | Antipina        | 13       | Krodere        | 14       | Fominych        | 15       | Eremkina       | Alexeyeva          |
| 1971  | Brésil             | Union soviétique | 4        | Rupšienė           | 5        | Kobseva (it)     | 6        | Kurvyakova      | 7        | Lemechova (it) | 8        | Semjonova       | 9        | Vinchaitė (it) | Alexeyeva          |
| 1971  | Brésil             | Union soviétique | 10       | Dmitrieva (it)     | 11       | Zakharova        | 12       | Feryabnikova    | 13       | Gouseva (it)   | 14       | Daunienė        | 15       | Klimova        | Alexeyeva          |
| 1975  | Colombie           | Union soviétique | 4        | Rupšienė           | 5        | Ovchinikova (it) | 6        | Kurvyakova      | 7        | Barysheva      | 8        | Ovetchkina      | 9        | Shuvayeva      | Alexeyeva          |
| 1975  | Colombie           | Union soviétique | 10       | Semjonova          | 11       | N. Zakharova     | 12       | Feryabnikova    | 13       | Soukharnova    | 14       | T. Zakharova    | 15       | Klimova        | Alexeyeva          |
| 1979  | Corée du Sud       | États-Unis       | 4        | Heiss (it)         | 5        | Warlick          | 6        | Meyers          | 7        | Trombly (en)   | 8        | Swaim (it)      | 9        | Rankin         | Summitt            |
| 1979  | Corée du Sud       | États-Unis       | 10       | Lieberman          | 11       | Brown (it)       | 12       | Blazejowski     | 13       | Curry          | 14       | Walker (it)     | 15       | Kirchner (en)  | Summitt            |
| 1983  | Brésil             | Union soviétique | 4        | Shidlauskaite (it) | 5        | Barysheva        | 6        | Barel           | 7        | Ivinskaya      | 8        | Buryakina       | 9        | Shuvayeva      | Alexeyeva          |
| 1983  | Brésil             | Union soviétique | 10       | Semjonova          | 11       | Rogozhina        | 12       | Khaudasova (it) | 13       | Soukharnova    | 14       | Beselienė       | 15       | Savitskaya     | Alexeyeva          |
| 1986  | Union soviétique   | États-Unis       | 4        | Edwards            | 5        | Ethridge         | 6        | Brown           | 7        | Donovan        | 8        | Weatherspoon    | 9        | Miller         | Yow                |
| 1986  | Union soviétique   | États-Unis       | 10       | Harris             | 11       | Davis            | 12       | McClain         | 13       | Gillom         | 14       | Cooper          | 15       | McConnell      | Yow                |
| 1990  | Malaisie           | États-Unis       | 4        | Edwards            | 5        | Hall             | 6        | Woodard         | 7        | Jackson        | 8        | Azzi            | 8        | Orr            | Grentz             |
| 1990  | Malaisie           | États-Unis       | 10       | Bullett            | 11       | Henning          | 12       | McClain         | 13       | Dixon          | 14       | Cooper          | 15       | Jones          | Grentz             |
| 1994  | Australie          | Brésil           | 4        | Hortência          | 5        | Helen            | 6        | Adriana         | 7        | Leila          | 8        | Paula           | 9        | Janeth         | Ângelo da Luz (pt) |
| 1994  | Australie          | Brésil           | 10       | Roseli             | 11       | Simone           | 12       | Ruth            | 13       | Alessandra     | 14       | Cíntia Tuiú     | 15       | Dalila         | Ângelo da Luz (pt) |
| 1998  | Allemagne          | États-Unis       | 4        | Williams           | 5        | Staley           | 6        | Bolton          | 7        | McWilliams     | 8        | Azzi            | 9        | Leslie         | Nell Fortner       |
| 1998  | Allemagne          | États-Unis       | 10       | Holdsclaw          | 11       | Milton-Jones     | 12       | Campbell        | 13       | Wolters        | 14       | Smith           | 15       | McCray         | Nell Fortner       |
| 2002  | Chine              | États-Unis       | 4        | Johnson            | 5        | Staley           | 6        | Bird            | 7        | Swoopes        | 8        | Milton-Jones    | 9        | Leslie         | Chancellor         |
| 2002  | Chine              | États-Unis       | 10       | Catchings          | 11       | Dixon            | 12       | Williams        | 13       | Gillom         | 14       | Smith           | 15       | Phillips       | Chancellor         |
| 2006  | Brésil             | Australie        | 4        | Phillips           | 5        | Bevilaqua        | 6        | Screen          | 7        | Taylor         | 8        | Randall         | 9        | Grima          | Stirling           |
| 2006  | Brésil             | Australie        | 10       | Harrower           | 11       | Summerton        | 12       | Snell           | 13       | Whittle        | 14       | McInerny        | 15       | Jackson        | Stirling           |
| 2010  | République tchèque | États-Unis       | 4        | Whalen             | 5        | Jones            | 6        | Bird            | 7        | Dupree         | 8        | McCoughtry      | 9        | Appel          | Auriemma           |
| 2010  | République tchèque | États-Unis       | 10       | Catchings          | 11       | Cash             | 12       | Taurasi         | 13       | Fowles         | 14       | Moore           | 15       | Charles        | Auriemma           |
| 2014  | Turquie            | États-Unis       | 4        | Whalen             | 5        | Augustus         | 6        | Bird            | 7        | Moore          | 8        | McCoughtry      | 9        | Sims           | Auriemma           |
| 2014  | Turquie            | États-Unis       | 10       | Stewart            | 11       | Dupree           | 12       | Taurasi         | 13       | Ogwumike       | 14       | Charles         | 15       | Griner         | Auriemma           |
| 2018  | Espagne            | États-Unis       | 4        | Loyd               | 5        | Plum             | 6        | Bird            | 7        | Clarendon      | 8        | Tuck            | 9        | Wilson         | Staley             |
| 2018  | Espagne            | États-Unis       | 10       | Stewart            | 11       | Donne            | 12       | Taurasi         | 13       | Ogwumike       | 14       | Charles         | 15       | Griner         | Staley             |
| 2022  | Australie          | États-Unis       | 4        | Loyd               | 5        | Plum             | 6        | Ionescu         | 7        | Atkins         | 8        | Gray            | 9        | Wilson         | Staley             |
| 2022  | Australie          | États-Unis       | 10       | Stewart            | 11       | Copper           | 12       | Thomas          | 13       | Austin         | 14       | Laney           | 15       | Jones          | Staley             |

### Classement par nation
| Pays             | Équipe                | Nombre | Championnats remportés                                           |
| ---------------- | --------------------- | ------ | ---------------------------------------------------------------- |
| États-Unis       | Équipe des États-Unis | 11     | 1953, 1957, 1979, 1986, 1990, 1998, 2002, 2010, 2014, 2018, 2022 |
| Union soviétique | Équipe d'URSS         | 6      | 1959, 1964, 1967, 1971, 1975, 1983                               |
| Brésil           | Équipe du Brésil      | 1      | 1994                                                             |
| Australie        | Équipe d'Australie    | 1      | 2006                                                             |